# Stara Żelazna
Stara Żelazna – wieś w Polsce położona w województwie łódzkim, w powiecie łęczyckim, w gminie Daszyna.
| SIMC    | Nazwa    | Rodzaj     |
| ------- | -------- | ---------- |
| 0562726 | Kamień   | część wsi  |
| 0562732 | Wacławów | część wsi  |
| 0562749 | Wisiołki | przysiółek |

W latach 1975–1998 miejscowość administracyjnie należała do województwa płockiego.